# Jean-Jacques de Sellon
Jean-Jacques de Sellon (Ginevra, 20 gennaio 1782 – Belfort, 6 o 7 giugno 1839) è stato uno scrittore, filantropo, collezionista d'arte, mecenate e pacifista svizzero.
Nel 1830 fondò la prima società della pace nel continente europeo e fu un attivo oppositore della pena di morte.

## Biografia

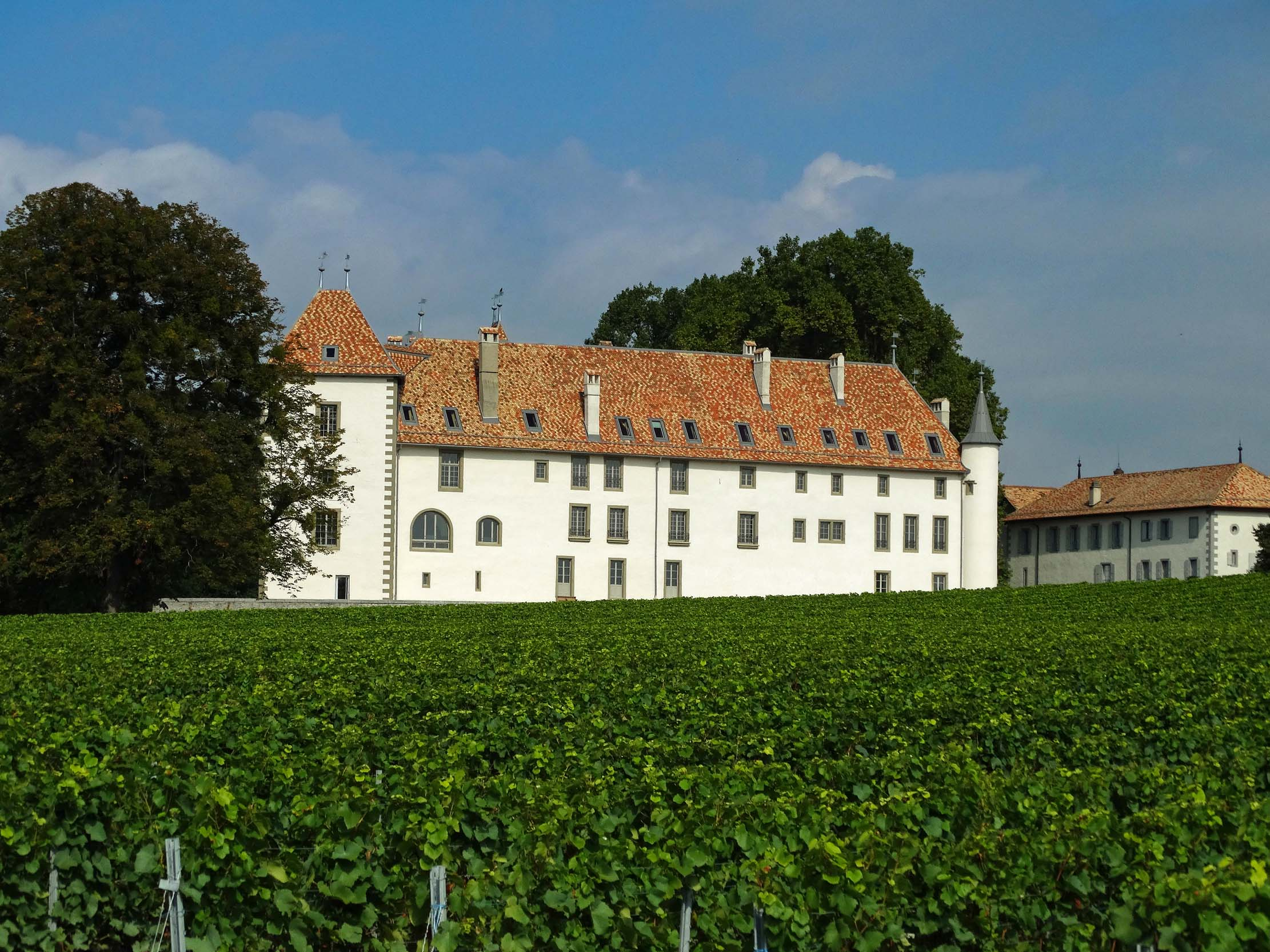
Il Castello di Allaman

### Infanzia ed educazione
Jean-Jacques de Sellon nacque a Ginevra nel 1782, figlio di Jean (1736–1810), signore di Allaman e Conte palatino, e di Anne Montz.

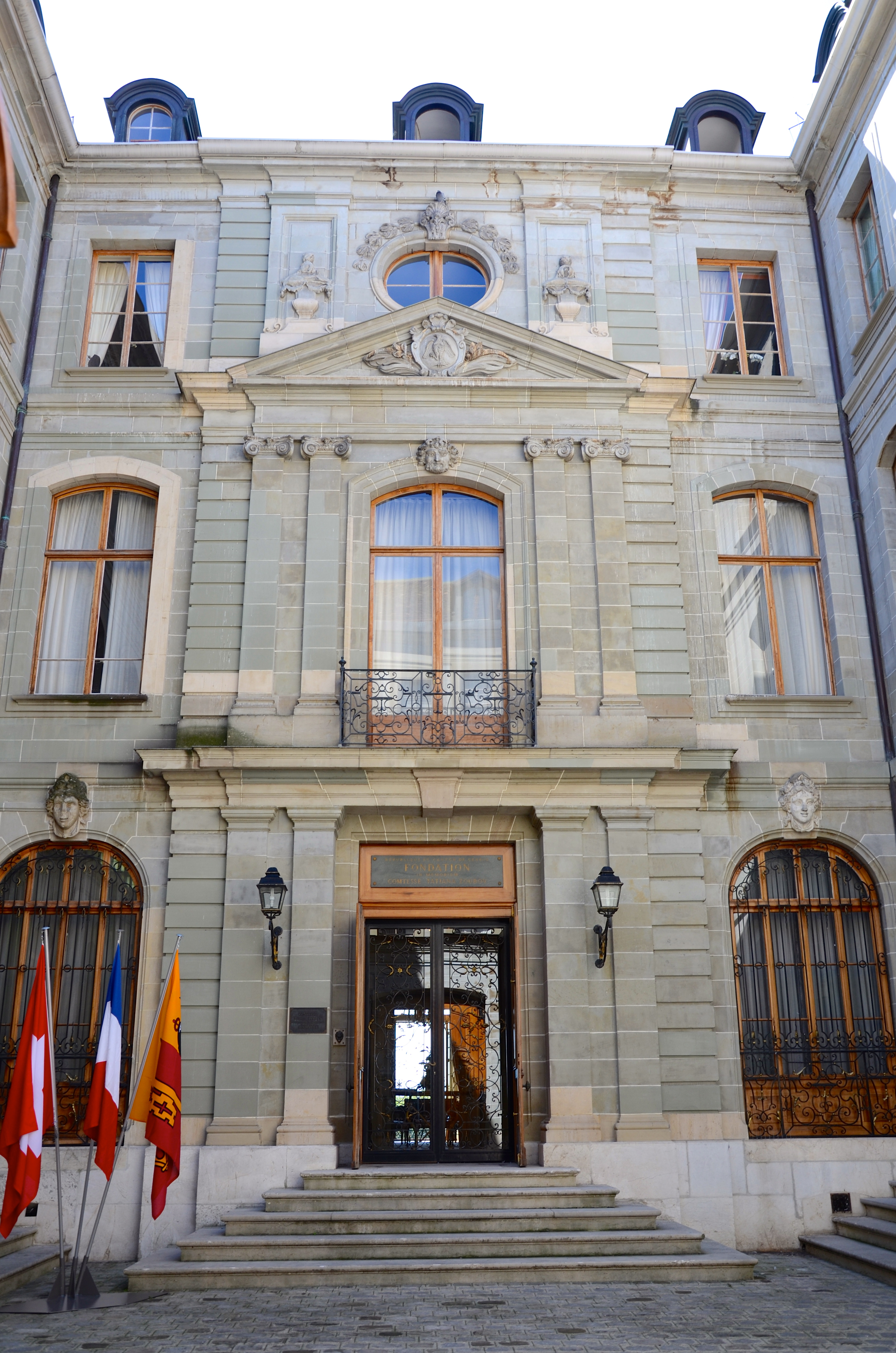
Palazzo Sellon, rue des Granges 2 (divenuto sede della fondazione Zoubov).

La famiglia Sellon proveniva dal Midi francese. Erano ugonotti fuggiti da Nîmes in seguito alla revoca dell'editto di Nantes nel 1685 e che divennero cittadini della città di Ginevra nel 1699. Questa ricca famiglia di banchieri e commercianti di seta con filiali a Londra e Parigi era integrata nelle famiglie patrizie di Ginevra. Gaspard Sellon (1702-1785) acquistò nel 1755 la signoria di Allaman (Canton Vaud), che toccò dopo la sua morte a suo fratello Jean François (1707-1790), padre di Jean e nonno di Jean-Jacques. L'imperatore Giuseppe II elevò Jean Sellon al titolo di Conte del Sacro Romano Impero nel 1786.
La sorella di Jean-Jacques de Sellon, Adèle (o Adélaïde), sposò Michele Benso di Cavour e fu madre dello statista Camillo Benso, conte di Cavour e di Gustavo Benso di Cavour.
L'educazione di Jean-Jacques de Sellon venne curata fino agli otto anni da un precettore, quindi fece diversi soggiorni prolungati con i suoi genitori in Italia, dove suo padre si occupava delle sue relazioni d'affari, evitando i tumulti rivoluzionari di Ginevra. 

### Carriera politica
Dal 1795 al 1800 visse principalmente nel castello di famiglia di Allaman, quindi visse a Ginevra e viaggiò in Europa. Si recò a Parigi nel 1804 per la prima volta. Ammiratore di Napoleone I, partecipò alla sua incoronazione come Re d'Italia nel Duomo di Milano nel 1805. Napoleone lo nominò ciambellano, poi cavaliere dell'Ordine della Réunion. 
Alla morte di suo padre nel 1810, Jean-Jacques de Sellon ereditò il commercio della seta, una fortuna considerevole, così come le proprietà ad Allaman e nella città vecchia di Ginevra. Nel 1819 acquistò la proprietà chiamata "La Fenêtre" a Pregny, vicino a Ginevra. Nel 1813 sposò Alexandrine de Budé de Boisy (1792-1863), da cui nacquero quattro figlie tra il 1821 e il 1838. Al castello d'Allaman o nella sua residenza in rue des Granges, nel centro storico, accolse numerose personalità dell'arte e della politica, aristocratici, tra i quali membri della famiglia Bonaparte, gli arciduchi d'Asburgo Ferdinando e Massimiliano, il pianista Franz Liszt, l'imperatrice Giuseppina di Beauharnais, Giovanni Capodistria, il principe Henryk Lubomirski, il duca di Bassano, George Sand e il nipote Camillo Benso di Cavour. 
A seguito della Restaurazione di Ginevra del 1814, de Sellon divenne membro del "Consiglio rappresentativo" (il potere legislativo, che divenne il Gran Consiglio nel 1842), dove fu coinvolto in particolare sulla libertà di commercio e l'abolizione della pena di morte. Pubblicò argomentazioni legali e filosofiche contro la pena di morte e tradusse opere di abolizionisti noti come Giovanni Carmignani e Carl Mittermaier. I suoi sforzi non furono seguiti dal successo, allora lanciò nel 1826 un concorso sulla pena di morte. In un decennio, pubblicò decine di opuscoli e libri sui suoi temi preferiti, la pena di morte e il pacifismo.

### Società della Pace

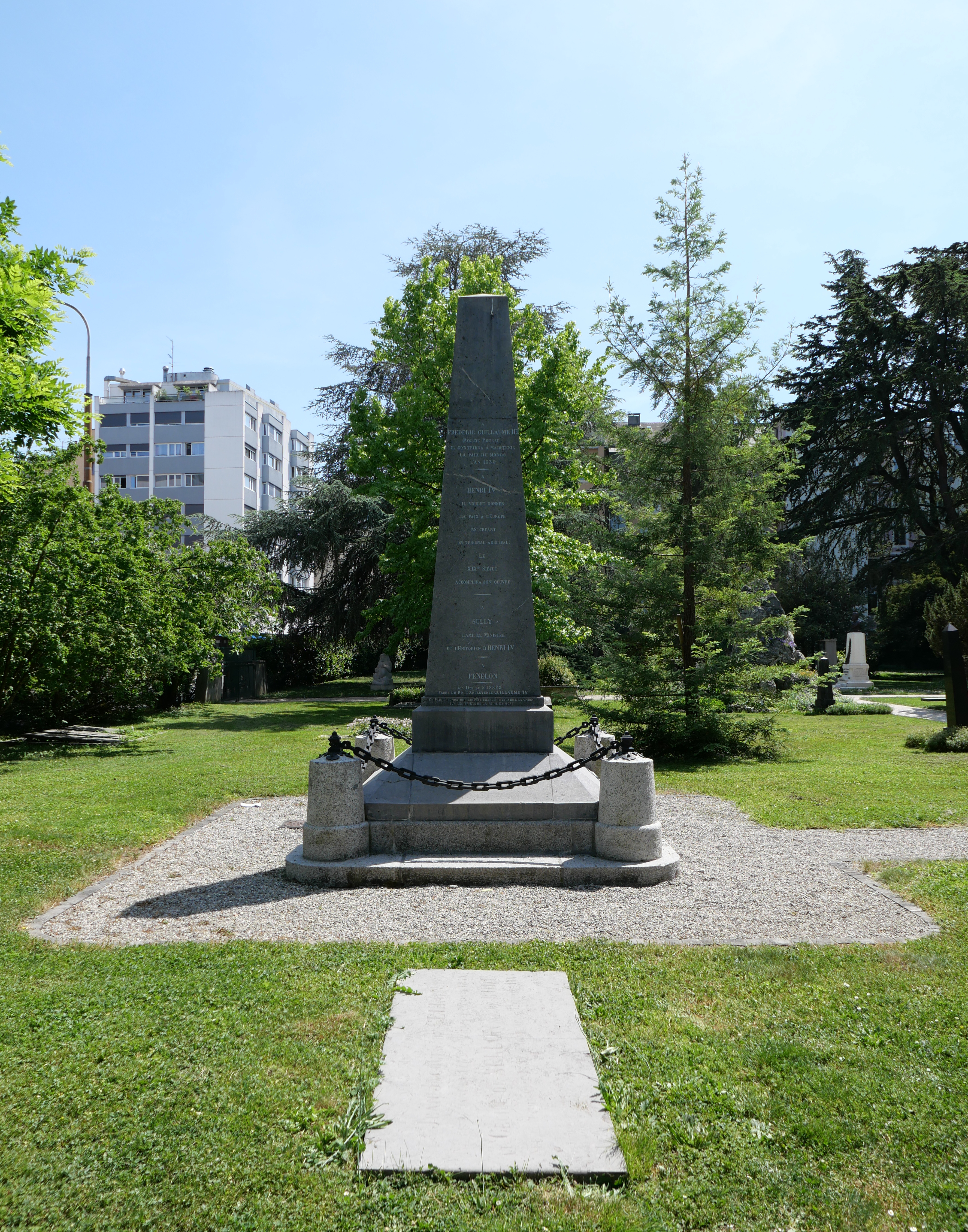
La tomba di de Sellon e di sua moglie, la signora Cécile, nata de Budé de Boisy (1792-1863), nella Cimetière des Rois a Ginevra, con sullo sfondo un monumento alla Société de la paix.

Seguace della visione di Cesare Beccaria sullo stato di diritto, de Sellon si basa sul "principio di inviolabilità della persona umana", un diritto umano all'integrità fisica che egli applica ai conflitti tra Stati. Crea così stretti legami tra pacifismo umanitario e filantropico, educazione alla pace e diritti fondamentali, senza essere antimilitarista. Nel 1830 riunì una trentina di personalità di Ginevra e creò la "Société de la Paix". All'epoca esistevano solo due società analoghe: la Peace Society di Londra fondata nel 1816 e l'American Peace Society fondata a New York nel 1828. Jean-Jacques de Sellon era convinto che un movimento di riforma dovesse partire dalle élite. La sua spiccata attitudine al calvinismo influenzò suo nipote Camillo Benso di Cavour ed Henry Dunant.

### Ultimi anni e morte
Nel 1832 un attacco di gotta rese de Sellon gravemente invalido, perdendo l'uso del braccio destro e a volte rimanendo privo di voce. Si ritirò dalla politica nel 1834. Morì tra il 6 e 7 giugno 1839 a Belfort.

## Collezione di dipinti
Jean de Sellon, padre di Jean-Jacques, possedeva una vasta collezione svizzera di opere di antichi maestri, in particolare dall'Italia. Jean-Jacques de Sellon acquistava preferibilmente paesaggi del suo tempo da pittori svizzeri. Parte della collezione Sellon è stata lasciata in eredità o donata al Museo d'arte e di storia di Ginevra, da Jean-Jacques de Sellon o da altri membri della famiglia.

## Opere

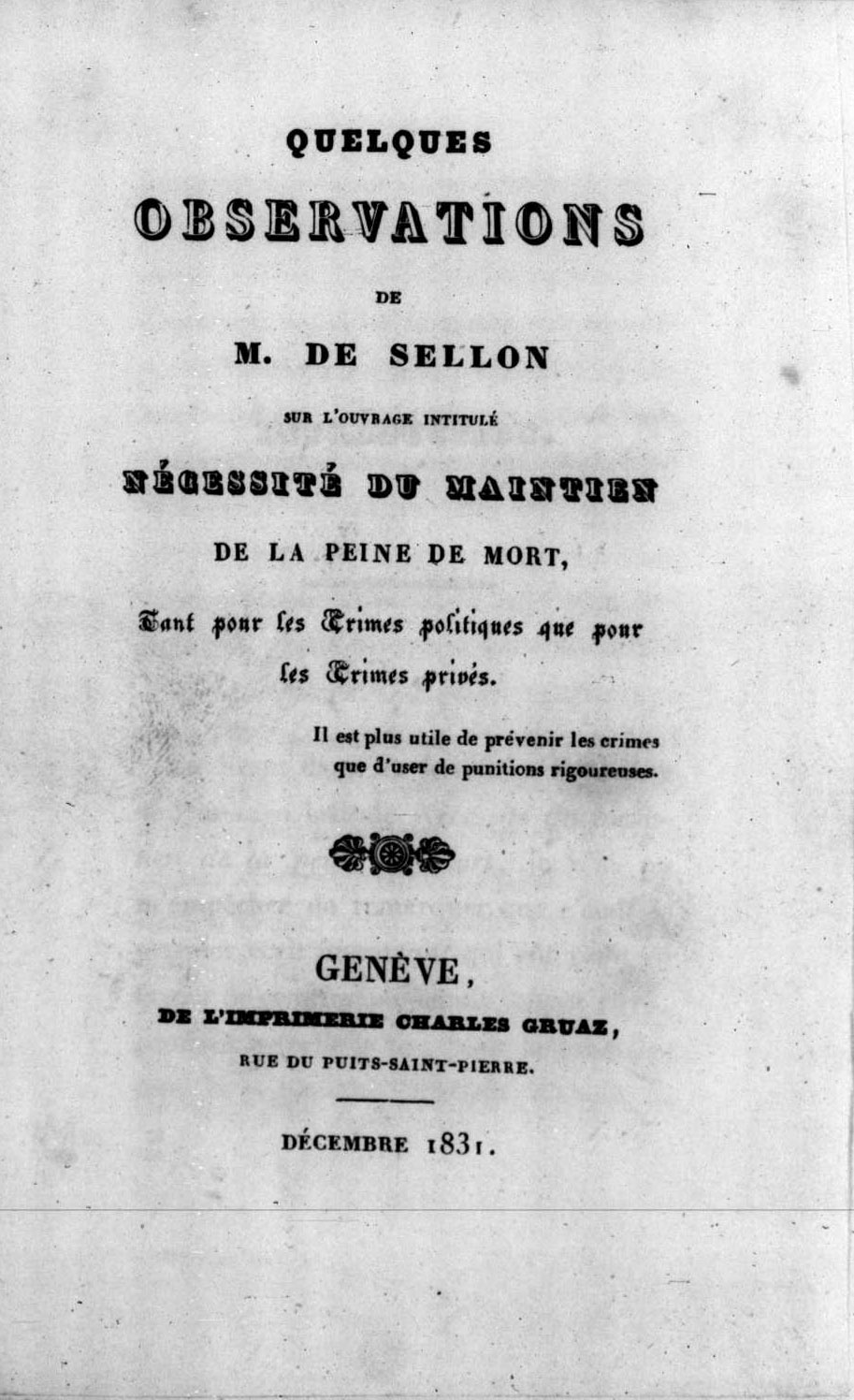
Quelques observations sur l'ouvrage intitulé Nécessité du maintien de la peine de mort, 1831

- Un mot sur la proposition de M. J.-J. de Sellon pour la suppression de la peine de mort : suivi des points principaux qui doivent être traités dans le concours, et de quelques fragmens sur ce sujet, Genève, Chez P.G. Le Double, 1826, 166 p.
- Lettre de l'auteur du concours ouvert à Genève en 1826 en faveur de l'abolition de la peine de mort à l'un de ses honorables collègues du conseil souverain, Impr. de Lador, Genève, 1827.
- Mes réflexions, A. Lador, Genève, 1829, 261 p.
- Traduction littérale du préambule du code de Léopold, grand-duc de Toscane, en vertu duquel il a aboli la peine de mort dans ses Etats..., Ch. Gruaz, Genève, 1831, 35 p.
- (FR) Quelques observations sur l'ouvrage intitulé Nécessité du maintien de la peine de mort, Genève, Charles Gruaz, 1831.
- Lettre de M. de Sellon à M...., sur le pacte fédéral, et sur les travaux des sociétés de la paix de l'Amérique septentrionale, de l'Angleterre et de celle de Genève, Ch. Gruaz, Genève, 1832, 51 p.
- Quelques réflexions de Mr. de Sellon, président de la société de paix de Genève, Genève, 1832.
- Recueil de lettres adressées aux archives de la société de la paix, Genève, 1832.
- Lettre de Mr. de Sellon, président de la société de la paix à l'éditeur des archives de cette société, H. Schmiedt, Genève, 1832, 72 p.
- Des observations de M. de Sellon, sur les instructions à donner pour la Diète du 12 mars 1832, A.L. Vignier, Genève, [1832].
- Quelques notes et réflexions sur le système pénitentiaire des États-Unis d'Amérique et sur ce qu'il a d'applicable du continent Européen publiées, Genève, 1833.
- (con Jacques Matter e Albertine Adrienne de Necker Saussure) Fragmens de l'ouvrage intitulé De l'influence des mœurs sur les lois... par M. Matter... de l'ouvrage de Mme Necker de Saussure, intitulé De l'Éducation progressive, et de quelques autres traités d'éducation, Genève, 1833.
- (con Jean-Jacques Rousseau) Fragmens de l'Émile de Rousseau et des lettres de Lord Chesterfield sur l'éducation, Genève, 1833.
- Adresse du fondateur de la société de la paix de Genève (Jean Jacques de Sellon) aux chrétiens de toutes les communions et de tous les pays, Genève, 1834.
- Dialogue sur la peine de mort, sur le système pénitentiaire et sur la guerre, Genève, 1834.
- Lettre de Mr. de Sellon président de la société de la paix de Genève à Madame *** servant d'introduction aux nouveaux fragmens qu'il se propose de publier, Genève, 1834.
- Amendement de M. de Sellon... destiné à écarter la peine de mort de la loi sur la presse du 2 mai 1827, et à lui substituer l'emprisonnement..., Genève, 1834.
- Nouveaux Fragmens commencés... 1833, et faisant suite à ceux publiés par lui au mois de janvier de la même année, Genève, 1834.
- Résumé des efforts tentés par le Comte de Sellon, fondateur de la Société de la paix de Genève, pour introduire dans les codes nationaux et dans les lois internationales, le principe de l'inviolabilité de la vie de l'homme : suivi de deux programmes destinés à servir cette cause (en lui procurant des défenseurs habiles parmi les concurrens qui aspirent aux prix promis par ces deux programmes) et de quelques réflexions sur les progrès journaliers qu'elle fait dans le monde civilisé, Ch. Gruaz, Genève, 1836, 65 p.
- (con Giovanni Carmignani) Fragmens d'un discours sur la peine de mort prononcé le 18 mars 1836, E. Pelletier, Genève, 1836.
- (DE)  Kurzer Inbegriff der Arbeiten des Grafen von Sellon, Stifter und Präsident der Friedensgesellschaft zu Genf, Ch. Gruaz, Genf, 1836.
- Mélanges politiques et moraux, P.-V. Oursel, Genève, 1837, 75 p. (pubblicato da Sellon medesimo)
- Nouveaux mélanges politiques, moraux et littéraires, Ch. Gruaz, Genève, 1837-1838, 4 vol.

## Intitolazioni
A Jean-Jacques de Sellon è stata intitolata una strada a Ginevra, nel quartiere delle Grottes. 
Il Castello di Allaman è un bene culturale d'importanza nazionale. La residenza Sellon in rue des Granges nel centro storico di Ginevra è un bene culturale d'importanza regionale.